# Spoorlijn Frankfurt - Friedrichsdorf
De spoorlijn Frankfurt - Friedrichsdorf ook als Homburger Bahn bekend is een Duitse spoorlijn als lijn 3611 onder beheer van DB Netze. Het traject loopt verder door van Friedrichsdorf naar Friedberg.

## Geschiedenis
Het traject werd door de Homburger Eisenbahn-Gesellschaft (HEG) in fases geopend:
- 10 september 1860: personenvervoer
- 6 oktober 1860: goederenvervoer

## Treindiensten

### Deutsche Bahn
De Deutsche Bahn verzorgt het personenvervoer op dit traject met RE- / RB-treinen.

### S-Bahn
De S-Bahn, meestal de afkorting voor Stadtschnellbahn, soms ook voor Schnellbahn, is een in Duitsland ontstaan (elektrisch) treinconcept, welke het midden houdt tussen de Regionalbahn en de Stadtbahn. De S-Bahn maakt meestal gebruik van de normale spoorwegen om grote steden te verbinden met andere grote steden of forensengemeenten. De treinen rijden volgens een vaste dienstregeling met een redelijk hoge frequentie.

#### S-Bahn Rhein-Main
De treinen van de S-Bahn Rhein-Main tussen Friedrichsdorf en Frankfurt maken gebruik van dit traject.
- S5 Friedrichsdorf ↔ Frankfurt Süd: Homburger Bahn - Citytunnel

## Aansluitingen
In de volgende plaatsen was of is er een aansluiting van de volgende spoorwegmaatschappijen:

### Frankfurt am Main

#### Frankfurt am Main Hauptbahnhof
- Taunusbahn spoorlijn tussen Frankfurt am Main en Wiesbaden
- Mainbahn spoorlijn tussen Mainz en Frankfurt am Main
- Main-Neckar-Eisenbahn spoorlijn tussen Frankfurt am Main en Heidelberg
- Main-Weser-Bahn spoorlijn tussen Kassel Hbf en Frankfurt am Main
- Main-Lahn-Bahn spoorlijn tussen Frankfurt am Main en Limburg an der Lahn
- Riedbahn spoorlijn tussen Frankfurt am Main en Mannheim / Worms / vroeger ook naar Darmstadt
- Kinzigtalbahn spoorlijn tussen Fulda en Frankfurt am Main
- Homburger Bahn spoorlijn tussen Frankfurt am Main via (Bad) Homburg naar Friedberg en Friedrichsdorf
  - Spoorlijn Friedberg - Friedrichsdorf spoorlijn tussen Friedberg en Friedrichsdorf
- Königsteiner Bahn spoorlijn tussen Frankfurt-Höchst en Königstein im Taunus
- Kronberger Bahn spoorlijn tussen Frankfurt-Rödelheim en Kronberg im Taunus
- Limesbahn spoorlijn tussen Bad Soden am Taunus en Niederhöchstadt
- Sodener Bahn spoorlijn tussen Frankfurt-Höchst en Bad Soden am Taunus
- Taunusbahn spoorlijn tussen Frankfurt am Main en Brandoberndorf
- Friedberg - Friedrichsdorf spoorlijn tussen Friedberg (Hessen) en Friedrichsdorf (Taunus)
- Niddertalbahn spoorlijn tussen Frankfurt am Main en Lauterbach Nord
- Frankfurt-Hanauer Eisenbahn spoorlijn tussen Frankfurt am Main en Hanau
- Dreieichbahn spoorlijn tussen Dreieich-Buchschlag en Dieburg
- Odenwaldbahn spoorlijn tussen Darmstadt / Hanau en Eberbach am Neckar
- S-Bahn Rhein-Main treindienst rond Frankfurt am Main
- Stadtwerke Verkehrsgesellschaft Frankfurt am Main mbH (VGF) stadstram en U-Bahn in Frankfurt en Offenbach

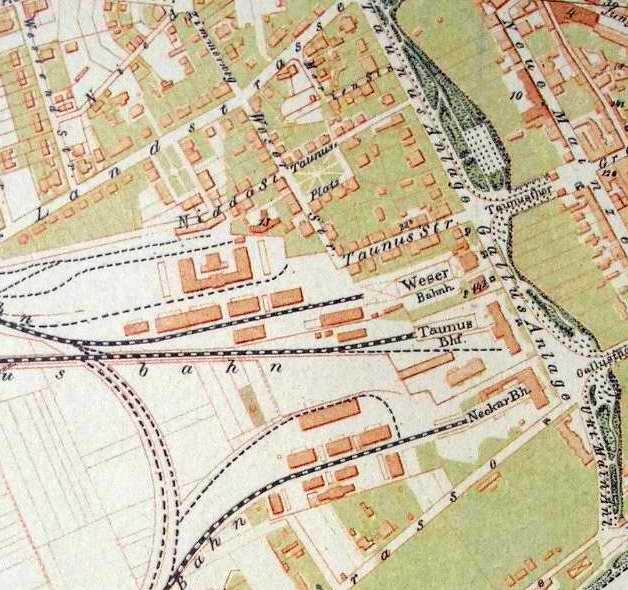
De Taunusbahnhof in Frankfurt en de andere stations rond 1860

#### Frankfurt am Main Main-Weser-Bahnhof
- Main-Weser-Bahn spoorlijn tussen Kassel Hbf en Frankfurt am Main

#### Frankfurt am Main Taunusbahnhof
- Taunus-Eisenbahn spoorlijn tussen Frankfurt am Main en Wiesbaden

#### Frankfurt am Main Main-Neckar-Bahnhof
- Main-Neckar-Bahn spoorlijn tussen Frankfurt am Main en Heidelberg

### Bad Homburg

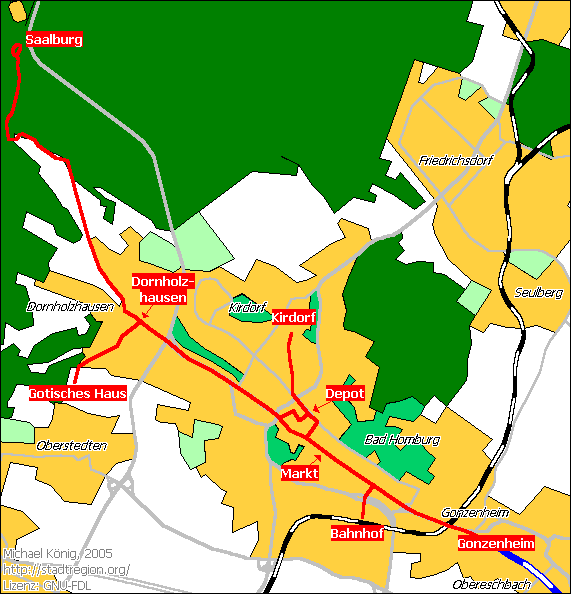
Voormalige lokale tramlijn in Bad Homburg

- Homburger Bahn spoorlijn tussen Frankfurt am Main via (Bad) Homburg naar Friedberg en Friedrichsdorf
- U-Bahn U2 tussen Bad Homburg-Gonzenheim en Frankfurt

### Friedrichsdorf (Taunus)
- Homburger Bahn spoorlijn tussen Frankfurt am Main via (Bad) Homburg naar Friedberg en Friedrichsdorf
- Taunusbahn spoorlijn tussen Friedrichsdorf en Brandoberndorf
- Friedberg - Friedrichsdorf spoorlijn tussen Friedberg en Friedrichsdorf

## Elektrische tractie
Het traject werd op 26 september 1970 geëlektrificeerd met een spanning van 15.000 volt 16⅔ Hz wisselstroom.